# Farkasd (Szerbia)
Farkasd (szerbül Фаркаждин / Farkaždin) település Szerbiában, a Vajdaságban, a Közép-bánsági körzetben, Nagybecskerek községben.

## Fekvése
Nagybecskerektől délre, a Temes folyó jobb partján, Perlasz, Torontáludvar és Torontálsziget közt fekvő település.

## Története
Farkasd, régebben Farkasdin település nevét az 1723-1725-ös gróf Mercy-féle térképen Vorkasdin néven a becskereki kerületben, a lakatlan helységek között tüntették fel.
1770-ben a német-szerb Határőrvidék területének megnagyobbításakor a szerb határőröknek adták át és a Határőrvidék feloszlatásakor Torontál vármegyéhez csatolták.
1893-ban nagy kolerajárvány volt a településen, ekkor egy hónap leforgása alatt 60-an haltak meg a járványban.
1910-ben 1875 lakosából 39 magyar, 32 német, 1790 szerb volt. Ebből 59 római katolikus, 1787 görögkeleti ortodox volt.
A trianoni békeszerződés előtt Torontál vármegye Antalfalvai járásához tartozott.

## Népesség

### Demográfiai változások
| 1948 | 1953 | 1961 | 1971 | 1981 | 1991 | 2002 | 2011           |
| ---- | ---- | ---- | ---- | ---- | ---- | ---- | -------------- |
| 1775 | 1821 | 1778 | 1743 | 1662 | 1586 | 1386 | 1386 fő (2002) |

## Nevezetességek
- Görögkeleti temploma - 1848-ban épült

## Források

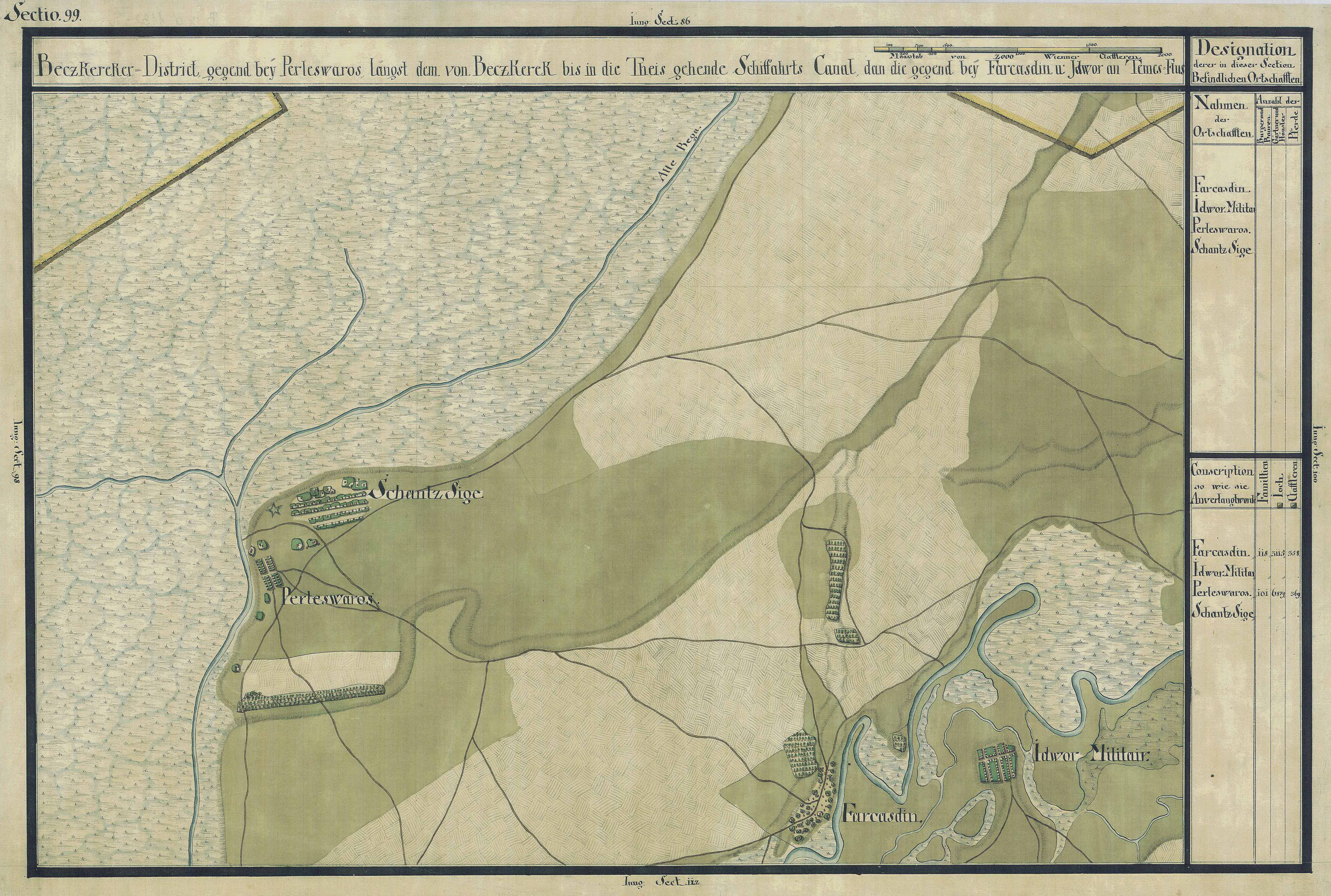
Farkasd egy régi, 1700-as évekből való térképen